# Kennwort 777
Kennwort 777 (Originaltitel: Call Northside 777) ist ein in Schwarzweiß gedrehter Film noir von Henry Hathaway aus dem Jahr 1948. Der Film ist ein führender Vertreter des während seiner Entstehungszeit populären „semidokumentarischen“ Stils. Der Film beruft sich auf einen authentischen Fall und wurde an Originalschauplätzen gedreht. Der Held des Films ist ein eher durchschnittlicher Bürger, der dem Recht und der Gerechtigkeit zum Sieg verhelfen möchte.

## Handlung
Im Chicago der Prohibitons-Ära werden Frank Wiecek und Tomek Zaleska wegen des Mordes an einem Streifenpolizisten, an dem sie nach eigener Aussage völlig unbeteiligt sind, zu lebenslanger Haft verurteilt. Elf Jahre später wird Brian Kelly, Chefredakteur der Chicago Times, auf eine ungewöhnliche Annonce aufmerksam: Diese verspricht eine Belohnung von 5.000 Dollar (rund 60.000 Dollar in heutiger Rechnung) für Informationen über den lange zurückliegenden Mordfall. Kelly veranlasst seinen besten Reporter P.J. McNeal die in der Anzeige genannte Telefonnummer Northside 777 anzurufen. McNeal findet schnell heraus, dass es sich bei der Auftraggeberin der Annonce um Frank Wieceks Mutter Tillie handelt. Diese hat sich die 5.000 Dollar in den vergangenen elf Jahren als Putzfrau zusammengespart, um damit den Fall ihres Sohnes wieder aufrollen zu können. 
Der von Natur aus skeptische McNeal will die Sache eigentlich auf sich beruhen lassen, wird von Kelly aber beauftragt, sie weiter zu verfolgen. Widerwillig besucht er Frank Wiecek im Gefängnis und befragt ihn. Zunächst bleibt er misstrauisch, beginnt aber schließlich doch an Wieceks Unschuld zu glauben. Bei seinen Recherchen erfährt er, dass Wiecek und Zaleska seinerzeit aufgrund einer einzigen zweifelhaften Zeugenaussage verurteilt wurden. McNeal macht sich auf die Suche nach dieser mittlerweile verschwundenen Zeugin namens Wanda Skutnik. Als er sie nach langer Suche schließlich doch auffinden kann, weigert sich diese aber, ihre Aussage zurückzunehmen. Allerdings ist McNeal zwischenzeitlich ein Foto in die Hände geraten, mit dem er vor dem Begnadigungsausschuss beweisen kann, dass Skutniks Aussage falsch war. Frank Wiecek wird daraufhin aus dem Gefängnis entlassen.

## Hintergrund
Der Film startete am 18. Februar 1948 in den Kinos der USA. In Deutschland kam er im September 1949 in die Kinos.
Leonarde Keeler (1903–1949), der als einer der Erfinder des Lügendetektors gilt, spielt sich als Lügendetektor-Experte in einer Szene des Films selbst.
Im Gegensatz zum deutschen Filmtitel ist „777“ im Film kein Kennwort, sondern Teil einer Telefonnummer.

## Kritik
„Der mit halbdokumentarischen Stilmitteln sehr packend inszenierte Kriminalfilm beruft sich auf eine tatsächliche Begebenheit.“